# Municipio de Pilot Grove (condado de Moniteau)
El municipio de Pilot Grove (en inglés: Pilot Grove Township) es un municipio ubicado en el condado de Moniteau en el estado estadounidense de Misuri. En el año 2010 tenía una población de 1275 habitantes y una densidad poblacional de 9,42 personas por km².

## Geografía
El municipio de Pilot Grove se encuentra ubicado en las coordenadas 38°32′51″N 92°38′6″O / 38.54750, -92.63500. Según la Oficina del Censo de los Estados Unidos, el municipio tiene una superficie total de 135.35 km², de la cual 134,74 km² corresponden a tierra firme y (0,44 %) 0,6 km² es agua.

## Demografía
Según el censo de 2010, había 1275 personas residiendo en el municipio de Pilot Grove. La densidad de población era de 9,42 hab./km². De los 1275 habitantes, el municipio de Pilot Grove estaba compuesto por el 96,63 % blancos, el 1,1 % eran afroamericanos, el 0,16 % eran amerindios, el 0,08 % eran asiáticos, el 1,49 % eran de otras razas y el 0,55 % eran de una mezcla de razas. Del total de la población el 1,88 % eran hispanos o latinos de cualquier raza.